# Comisión de Defensa Nacional del Senado de Chile
La Comisión de Defensa Nacional del Senado de Chile, corresponde a una de las comisiones permanentes del Senado de Chile, en la cual, cinco senadores formulan proyectos de ley referentes al tema del cual trata la comisión, en este caso defensa y seguridad nacional y todo lo referente a las Fuerzas Armadas de Chile, para luego ser presentados en la sesión plenaria del Senado para su aprobación o rechazo de todos los senadores.

## Historia
Las comisiones permanentes existen desde 1840, fecha en que se crean dichos órganos al interior del Congreso Nacional, con el fin de acelerar los proyectos de ley y mejorar la gestión de los parlamentarios.[cita requerida]
Al inicio adoptó el nombre de Comisión de Guerra y Marina, hasta que en 1915 pasó a ser la Comisión de Guerra y en 1932 de Defensa Nacional, adoptando este nombre de manera definitiva hasta la caída del régimen democrático (1973) y con el posterior retorno a la democracia (1990), hasta la actualidad.[cita requerida]

## Integrantes
En el período legislativo 2022-2026, la comisión está integrada por:
| Miembro                | Partido Político |
| ---------------------- | ---------------- |
| Francisco Huenchumilla | DC               |
| Pedro Araya            | Ind.             |
| Javier Macaya          | UDI              |
| Gastón Saavedra        | PS               |
| Kenneth Pugh           | IND-RN           |
| Preside la comisión    |                  |